# ریچارد استون (آهنگساز)
ریچارد استون (انگلیسی: Richard Stone؛ ۲۷ نوامبر ۱۹۵۳ – ۹ مارس ۲۰۰۱) یک آهنگساز اهل ایالات متحده آمریکا بود.

## زندگی هنری
او دانش‌آموختهٔ نوازندگی ویلونسل در «مؤسسهٔ موسیقی کرتیس» و همچنین «تئوری موسیقی» در «دانشگاه ایندیانا» بود و پس از دههٔ ۸۰ میلادی، در زمینه ساخت موسیقی فیلم، همکاری‌هایی با ژرژ دلرو (در فیلم «جوخه») و موریس ژار (در فیلم «شاهد») داشت. ریچار استون در فیلم روز تعطیل فریس بولر (به کارگردانی جان هیوز)، «تدوین‌گر موسیقی» بود.

## درگذشت
ریچارد استون در سن ۴۷ سالگی، در اثر سرطان لوزالمعده در وست هیلز، لس آنجلس درگذشت.

## جوایز
وی بابت آثارش، برندهٔ چندین جایزه امی در شاخه‌های گوناگون موسیقی شد.

## فیلمشناسی
از فیلم‌ها یا مجموعه‌های تلویزیونی که وی در آن‌ها نقش داشته است می‌توان به اسلج همر!، سیمپسون‌ها، یاکو و واکو و پینکی و برین اشاره نمود.